# طلع البدر علینا
طَلَعَ الْبَدْرُ عَلَینا یک نشید قدیمی اسلامی است که گفته می‌شود انصار در هنگام ورود پیامبر اسلام محمد، به یثرب (۶۲۲ میلادی) آن را می‌خوانده‌اند.

## روایت نشید
اول ماه ربیع‌الاول سال اول هجری قمری مصادف است با هجرت محمد پیامبر اسلام از مکه به مدینه بود. محمد چندین روز پی در پی راه می‌سپرد تا اینکه بالاخره در روز جمعه شانزدهم ربیع‌الاول سال اول هجری بر مردم یثرب وارد شد.
چنان‌که سیره نویسان و مورخان آورده‌اند در آستانه ورود وی آنگاه که مرکب او از ثنیه الوداع سرازیر شد غریو شادی مدینه را فرا گرفت و خیل عظیمی از مردمان آن دیار شادمانه و هلهله کنان در مراسم باشکوهی به استقبال او شتافتند. در این میان عده‌ای از کنیزکان و دختران یثرب دف زنان زمزمه می‌کردند:
| طَلَعَ الْبَدْرُ عَلَینا من ثَنیّات الوداع |  | وَجَـبَ الشُکر علینا ما دعا لله داع |

## متن نشید
متن کامل این نشید به عبارت زیر است.
| طَلَعَ الْبَدْرُ عَلَینا من ثنیات الوداع        |  | وجب الشکر علینا ما دعا لله داع        |
| أیها المبعوث فینا جئت بالأمر المطاع    |  | جئت شرّفت المدینة مرحباً یا خیر داع     |
| طلع النور المبین نور خیر المرسلین      |  | نور أمنِ و سلام نور حقِ ویقین           |
| ساقه الله تعالی رحمة للعالمین          |  | فعلی البرّ شعاع وعلی البحر شعاع        |
| مرسل بالحقِّ جاء نطقه وحی السّماء         |  | قوله قول فصیح یتَّحدی البُلغاء           |
| فیه لِلجسم شفاءٌ فیه للرّوحِ دواء          |  | أیُّها الهادی سلاماً ما وعی القرآن واع   |
| جاءنا الهادی البشیر مطرق العانی الأسیر |  | مرشد الساعی إذا ما أخطأ الساعی المسیر |
| دینه حق صُراح دینه ملک کبیر             |  | هو فی الدنیا نعیم وهو فی الأخری متاع  |
| هات هدی الله هات یا نبی المعجزات       |  | لیس للات مکان لیس للعزی ثبات          |
| وحّد الله ووحد شملنا بعد الشتات         |  | أنت ألفت قلوباً شفها طول الصراع        |

برآمد قرص ماه بر ما از گذرگاه‌های وداع. واجب شد سپاسگزاری بر ما، تا هنگامی‌که کسی الله را صدا می‌کند.
تو ای مبعوث شده در میان ما؛ که آمدی با دستور اطاعت، آمدی و به مدینه شرافت دادی، خوش‌آمدی ای بهترین دعوت‌کننده